# Laurence Borremans
Laurence Borremans (Limal, 4 febbraio 1978) è una modella belga.

## Biografia
È stata incoronata Miss Belgio 1996
Grazie alla vittoria del titolo, la Borremans ha ottenuto il diritto di rappresentare il Belgio prima a Miss Mondo 1996, ed in seguito a Miss Universo 1997. A Miss Mondo, la modella belga è riuscita a classificarsi fra le quindici semifinaliste del concorso, dando al Belgio, al 2011, l'ultimo piazzamento a Miss Mondo. In occasione di Miss Universo invece, la Borremans non è riuscita superare le fasi preliminari.